# 이영덕 (1926년)
이영덕(李榮德, 1926년 3월 6일~2010년 2월 6일)은 대한민국의 교육자, 정치인이다. 본관은 평창(平昌)이다. 제27대 국무총리(1994. 4. 30.~1994. 12. 16.)를 지냈다.

## 학력
- 평양고등보통학교 졸업
- 서울대학교 교육학 학사
- 서울대학교 대학원 교육학 석사
- 오하이오 주립 대학교 대학원 철학 석사
- 1959년 오하이오 주립 대학교 대학원 철학 박사

## 생애
1926년 평안남도 강서에서 태어나 평양고등보통학교를 거쳐 서울대학교 사범대학 교육학과를 나온 그는 1959년 미국 오하이오 주립 대학교에서 철학 박사 학위를 받은 후 교육계에서 활동하였다. 1965년~1966년 미국 시카고 대학교 교육행정연구과정을 수료하였다. 서울대학교 교수, 한국교육개발원장 등을 지냈으며 1984년 대한적십자사 부총재, 1985년 남북적십자 회담 수석 대표를 맡아 평양을 방문하였다.
그 후에는 교육계로 돌아와 초등교육연구회장, 유네스코 서울협회장, 명지대학교 총장 등을 역임한 뒤 정부공직자윤리위원장 직을 맡아 문민정부의 초기 개혁에 기여하였고, 이 점을 인정받아 부총리 겸 통일원 장관에 임명되었다. 1994년에는 김영삼 대통령과 자주 마찰을 빚다 경질된 이회창 전직 총리의 뒤를 이어 후임으로(정재석 국무총리 권한대행 여드레 잠시 지낸 후) 제27대 국무총리에 임명되었다.
이후 청소년대화의광장 이사장, 학교법인 현동학원(한동대학교) 재단이사장, 사단법인 문화시민운동중앙협의회 회장, 한국청소년상담원(현 한국청소년상담복지개발원) 이사장, 정신문화연구원 원장, 한국사회복지협의회 회장 등을 지냈으며, 2009년 11월에는 남덕우, 정원식 전 국무총리 등과 함께 ‘수도 분할이 아닌 더 좋은 세종시 건설 국민회의’ 출범에 참여하였다. 2010년 폐렴으로 건강이 악화돼 사망하였다.
1980년 국민훈장 모란장과 적십자사 봉사장(금장)‧청조근정훈장을 받았으며 1999년 미국 오하이오주립대학교에서 명예교육학박사 학위를 받았다. 2000년 영국 셰필드대학교에서 명예문학박사 학위를 받았다.